# Annelies Beck
Annelies Beck (Aalst, 25 juni 1973) is een Vlaamse journaliste en schrijfster. Ze studeerde Hedendaagse Geschiedenis in Gent en behaalde een master in Brazilian Studies aan de University of London. Reeds als tiener gaat ze aan de slag in het radioprogramma Van Kattekwaad tot Erger en later bij het jeugdjournaal, meteen de start van een loopbaan bij de Vlaamse Radio- en Televisieomroeporganisatie.

## Vlaamse Radio- en Televisieomroep
Door haar passie voor lezen wilde ze als kind eerst postbode worden, vanwege de vrije tijd in de namiddag om te kunnen lezen. Ze presenteerde vanaf 2000 het duidingsmagazine Terzake. Sinds september 2006 verving ze Frieda Van Wijck in De Zevende Dag op Eén, waar ze samen met Alain Coninx presenteerde. In 2007 stopte ze hiermee. Ze was ook te zien in het verkiezingsprogramma Woord tegen woord in 2007. In datzelfde jaar deed ze eveneens mee aan het tv-programma De Slimste Mens ter Wereld. 
Vanaf september 2007 was ze voornamelijk te horen op de radio, hoofdzakelijk op Radio 1. Eerst presenteerde ze De ochtend, en vervolgens Vandaag, beide actuaprogramma's. Vanaf 2008 verscheen ze opnieuw in Terzake als ankervrouw, tot de presentatie hiervan overgenomen werd door Lieven Verstraete en Kathleen Cools. Op 6 januari 2014 nam Beck de presentatie weer over van Cools, hetgeen ze combineert met haar radiowerk. Vanaf het najaar werd ze een van de gezichten van Terzake Laat.
Ze was ook VRT-correspondente voor Brazilië, en in de hoedanigheid maakte ze (tevens met het oog op het WK 2014 dat daar georganiseerd werd) geregeld reportages voor zowel radio als televisie.
In 2017 won ze de Grote Prijs Jan Wauters.